# Argentina na Letních olympijských hrách 1928
Argentina se účastnila Letní olympiády 1928 v nizozemském Amsterdamu ve 12 sportech. Zastupovalo ji 81 sportovců.

## Medailové pozice
| Medaile | Jméno | Sport   | Disciplína            |
| ------- | --- | ------- | --------------------- |
| Zlato   | Víctor Avendaño | Box     | váha polotěžká        |
| Zlato   | Arturo Rodríguez | Box     | váha těžká            |
| Zlato   | Alberto Zorrilla | Plavání | muži 400 m volný styl |
| Stříbro | Víctor Peralta | Box     | váha muší             |
| Stříbro | Raúl Landini | Box     | váha lehká střední    |
| Stříbro | Ángel Bosio Fernando Paternoster Ludovico Bidoglio Juan Evaristo Luis Monti Ángel Segundo Medici Raimundo Orsi Enrique Gainzaraín Manuel Ferreira Domingo Tarasconi Alfredo Carricaberry Feliciano Perducca Octavio Díaz Roberto Cherro Rodolfo Orlandini Saul Calandra | Kopaná  | turnaj mužů           |
| Bronz   | Raúl Anganuzzi Carmelo Camet Roberto Larraz Héctor Lucchetti Luis Lucchetti | Šerm    | družstvo mužů fólie   |